# Fußball-Club Bayern München 1992-1993
Questa voce raccoglie le informazioni riguardanti il Fußball-Club Bayern München nelle competizioni ufficiali della stagione 1992-1993.

## Stagione
Tra i movimenti di calciomercato che avvengono prima dell'inizio di questa stagione c'è il ritorno di Lothar Matthäus, che viene acquistato dall'Inter. Il Bayern non partecipa alle competizioni europee, e nella Coppa di Germania viene eliminato nel secondo turno dal Borussia Dortmund dopo i calci di rigore. In campionato, invece, i bavaresi prendono subito il comando della classifica, ma alla trentaduesima giornata, in seguito alla sconfitta per 4-2 contro il Karlsruhe vengono raggiunti dal Werder Brema. Le due squadre sono a pari punti anche prima dell'inizio dell'ultima partita, che è quindi decisiva; il titolo viene però vinto dal Werder, che vince 3-0 contro lo Stoccarda, mentre i Rossi non vanno oltre il pareggio per 3-3 contro lo Schalke 04.

## Maglie e sponsor
| Casa | Trasferta |  |

## Rosa
| N. |                     | Ruolo | Calciatore       |
| -- | ------------------- | ----- | ---------------- |
|    | Germania (bandiera) | P     | Raimond Aumann   |
|    | Germania (bandiera) | P     | Uwe Gospodarek   |
|    | Germania (bandiera) | P     | Sven Scheuer     |
|    | Germania (bandiera) | D     | Thomas Berthold  |
|    | Germania (bandiera) | D     | Roland Grahammer |
|    | Germania (bandiera) | D     | Thomas Helmer    |
|    | Brasile (bandiera)  | D     | Jorginho         |
|    | Germania (bandiera) | D     | Oliver Kreuzer   |
|    | Germania (bandiera) | D     | Markus Münch     |
|    | Germania (bandiera) | D     | Hans Pflügler    |
|    | Germania (bandiera) | D     | Alois Reinhardt  |
|    | Austria (bandiera)  | C     | Harald Cerny     |
|    | Germania (bandiera) | C     | Dieter Frey      |

| N. |                        | Ruolo | Calciatore          |
| -- | ---------------------- | ----- | ------------------- |
|    | Germania (bandiera)    | C     | Wolfgang Gerstmeier |
|    | Germania (bandiera)    | C     | Lothar Matthäus     |
|    | Germania (bandiera)    | C     | Andreas Mayer       |
|    | Germania (bandiera)    | C     | Christian Nerlinger |
|    | Germania (bandiera)    | C     | Mehmet Scholl       |
|    | Germania (bandiera)    | C     | Markus Schupp       |
|    | Germania (bandiera)    | C     | Michael Sternkopf   |
|    | Germania (bandiera)    | C     | Olaf Thon           |
|    | Paesi Bassi (bandiera) | C     | Jan Wouters         |
|    | Germania (bandiera)    | C     | Christian Ziege     |
|    | Germania (bandiera)    | A     | Bruno Labbadia      |
|    | Brasile (bandiera)     | A     | Mazinho             |
|    | Germania (bandiera)    | A     | Roland Wohlfarth    |

## Organigramma societario
Area direttiva
- Presidente:  Fritz Scherer

Area tecnica
- Allenatore: Erich Ribbeck
- Allenatore in seconda: Klaus Augenthaler
- Preparatore dei portieri:
- Preparatori atletici:

## Calciomercato

### Sessione estiva
| Acquisti | Acquisti            | Acquisti                 | Acquisti |
| R.       | Nome                | da                       | Modalità |
| -------- | ------------------- | ------------------------ | -------- |
| C        | Dieter Frey         | Augusta                  |          |
| C        | Wolfgang Gerstmeier | Augusta                  |          |
| D        | Thomas Helmer       | Borussia Dortmund        |          |
| D        | Jorginho            | Bayer Leverkusen         |          |
| C        | Lothar Matthäus     | Inter                    |          |
| C        | Andreas Mayer       | Augusta                  |          |
| C        | Christian Nerlinger | Bayern Monaco (juniores) |          |
| C        | Mehmet Scholl       | Karlsruhe                |          |
| C        | Markus Schupp       | Wattenscheid 09          |          |

| Cessioni | Cessioni            | Cessioni   | Cessioni |
| R.       | Nome                | a          | Modalità |
| -------- | ------------------- | ---------- | -------- |
| P        | Gerald Hillringhaus | Schalke 04 |          |
| D        | Markus Babbel       | Amburgo    |          |
| C        | Manfred Bender      | Karlsruhe  |          |
| C        | Stefan Effenberg    | Fiorentina |          |
| D        | Ulf Kliche          | Oldenburg  |          |
| A        | Brian Laudrup       | Fiorentina |          |
| P        | Harald Schumacher   | Schalke 04 |          |
| C        | Thomas Strunz       | Stoccarda  |          |

### Sessione invernale
| Acquisti | Acquisti | Acquisti | Acquisti |
| R.       | Nome     | da       | Modalità |
| -------- | -------- | -------- | -------- |

| Cessioni | Cessioni        | Cessioni   | Cessioni |
| R.       | Nome            | a          | Modalità |
| -------- | --------------- | ---------- | -------- |
| C        | Manfred Schwabl | Norimberga |          |

## Risultati

### Bundesliga

#### Girone di andata
| Arbitro: | Haupt |

|  |           |                                |
|  | Marcatori | 21’ Thon 83’ Schupp 86’ Helmer |

| Arbitro: | Ziller |

|              |           |  |
| Labbadia 20’ | Marcatori |  |

| Arbitro: | Habermann |

|            |           |             |
| Bommer 45’ | Marcatori | 50’ Kreuzer |

| Arbitro: | Wittke |

|                                |           |                     |
| Jorginho 49’ Labbadia 76’, 78’ | Marcatori | 88’ (rig.) Gütschow |

| Arbitro: | Strampe |

|                |           |                                   |
| Ordenewitz 68’ | Marcatori | 32’ Kreuzer 44’ Wouters 78’ Ziege |

| Arbitro: | Theobald |

|                                                |           |  |
| Ziege 51’ Wohlfarth 54’ Helmer 59’ Mazinho 64’ | Marcatori |  |

| Arbitro: | Malbranc |

|                 |           |          |
| Thon 38’ (rig.) | Marcatori | 90’ Sané |

| Arbitro: | Heynemann |

|                |           |                        |
| Rummenigge 85’ | Marcatori | 31’ Helmer 61’ Kreuzer |

| Arbitro: | Gläser |

|                            |           |                    |
| Thon 52’ (rig.) Helmer 88’ | Marcatori | 26’ Criens 90’ Max |

| Arbitro: | Krug |

|            |           |             |
| Kristl 27’ | Marcatori | 51’ Kreuzer |

| Arbitro: | Dellwing |

|                 |           |                                  |
| Thon 83’ (rig.) | Marcatori | 43’ (rig.), 65’ Rufer 69’ Herzog |

| Arbitro: | Assenmacher |

|                             |           |                                  |
| Walter 52’ (rig.) Golke 87’ | Marcatori | 53’ Labbadia 61’ Cerny 69’ Ziege |

| Arbitro: | Weber |

|            |           |  |
| Helmer 87’ | Marcatori |  |

| Arbitro: | Merk |

|                     |           |                                                 |
| Scholz 11’ Thom 87’ | Marcatori | 58’ Ziege 69’ Matthäus 75’ Wouters 90’ Labbadia |

| Arbitro: | Strampe |

|                                          |           |                                              |
| Mazinho 13’ Kahn 21’ (aut.) Matthäus 72’ | Marcatori | 32’ Šmarov 41’ (aut.) Kreuzer 84’ Schütterle |

| Arbitro: | Wippermann |

|                 |           |                           |
| Wegmann 1’, 71’ | Marcatori | 47’ Labbadia 89’ Matthäus |

| Arbitro: | Habermann |

|                  |           |            |
| Linke 62’ (aut.) | Marcatori | 53’ Freund |

#### Girone di ritorno
| Arbitro: | Theobald |

|                   |           |  |
| Labbadia 26’, 67’ | Marcatori |  |

| Arbitro: | Harder |

|           |           |                                      |
| Kuntz 72’ | Marcatori | 9’ Wohlfarth 54’ Schupp 85’ Jorginho |

| Arbitro: | Strigel |

|              |           |  |
| Matthäus 27’ | Marcatori |  |

| Dresda 13 marzo 1993, ore 15:30 CET 21ª giornata | Dinamo Dresda | 0 – 0 referto | Bayern Monaco | Rudolf-Harbig-Stadion (29 000 spett.)\| Arbitro: \| Assenmacher \| |
| Arbitro:                                         | Assenmacher   |               |               |                                                                    |

| Arbitro: | Mölm |

|                                    |           |  |
| Ziege 13’ Wohlfarth 81’ Schupp 83’ | Marcatori |  |

| Arbitro: | Heynemann |

|                                   |           |              |
| von Heesen 23’ Furtok 70’ Eck 80’ | Marcatori | 86’ Jorginho |

| Arbitro: | Fux |

|                         |           |  |
| Ibrahim 72’ Leśniak 79’ | Marcatori |  |

| Arbitro: | Merk |

|                             |           |  |
| Wouters 50’ Thon 81’ (rig.) | Marcatori |  |

| Arbitro: | Strampe |

|                 |           |                      |
| Dahlin 46’, 71’ | Marcatori | 12’ Ziege 25’ Scholl |

| Arbitro: | Löwer |

|                                                    |           |  |
| Labbadia 16’, 67’ Scholl 25’, 29’, 58’ Kreuzer 44’ | Marcatori |  |

| Arbitro: | Aust |

|                                                    |           |           |
| Rufer 45’ (rig.), 52’ (rig.) Herzog 68’ Hobsch 79’ | Marcatori | 29’ Ziege |

| Arbitro: | Krug |

|                                                      |           |                                      |
| Helmer 3’ Schupp 24’ Matthäus 52’, 56’ Wohlfarth 61’ | Marcatori | 7’ Sverrisson 37’ Gaudino 63’ Strunz |

| Norimberga 8 maggio 1993, ore 15:30 CEST 30ª giornata | Norimberga | 0 – 0 referto | Bayern Monaco | Frankenstadion (50 114 spett.)\| Arbitro: \| Gläser \| |
| Arbitro:                                              | Gläser     |               |               |                                                        |

| Arbitro: | Steinborn |

|                                               |           |             |
| Helmer 23’ Labbadia 40’ Schupp 65’ Scholl 83’ | Marcatori | 47’ Kirsten |

| Arbitro: | Harder |

|                                        |           |                       |
| Carl 24’, 34’ Rolff 45’ Schütterle 49’ | Marcatori | 65’ Mazinho 90’ Ziege |

| Arbitro: | Berg |

|                                   |           |          |
| Scholl 29’ Ziege 32’ Matthäus 43’ | Marcatori | 74’ Wosz |

| Arbitro: | Fröhlich |

|                                  |           |                                     |
| Anderbrügge 5’ Borodjuk 35’, 85’ | Marcatori | 25’ Scholl 74’ Matthäus 76’ Wouters |

### Coppa di Germania
| Arbitro: | Prengel |

|  |           |                                                             |
|  | Marcatori | 18’ (rig.) Thon 24’, 90’ Labbadia 75’ Schupp 77’, 81’ Ziege |

| Arbitro: | Osmers |

|                                          |                      |                                        |
| Reinhardt 8’ Chapuisat 84’               | Marcatori            | 16’ Labbadia 58’ Mazinho               |
| Reuter Poschner Reinhardt Chapuisat Zorc | Tiri di rigore 5 – 4 | Schwabl Wouters Kreuzer Mazinho Schupp |

## Statistiche

### Statistiche di squadra
| Competizione      | Punti | In casa | In casa | In casa | In casa | In casa | In casa | In trasferta | In trasferta | In trasferta | In trasferta | In trasferta | In trasferta | Totale | Totale | Totale | Totale | Totale | Totale | DR  |
| Competizione      | Punti | G       | V       | N       | P       | Gf      | Gs      | G            | V            | N            | P            | Gf           | Gs           | G      | V      | N      | P      | Gf     | Gs     | DR  |
| ----------------- | ----- | ------- | ------- | ------- | ------- | ------- | ------- | ------------ | ------------ | ------------ | ------------ | ------------ | ------------ | ------ | ------ | ------ | ------ | ------ | ------ | --- |
| Bundesliga        | 47    | 17      | 12      | 4       | 1       | 43      | 16      | 17           | 6            | 7            | 4            | 31           | 29           | 34     | 18     | 11     | 5      | 74     | 45     | +29 |
| Coppa di Germania | -     | 0       | 0       | 0       | 0       | 0       | 0       | 2            | 1            | 1            | 0            | 8            | 2            | 2      | 1      | 1      | 0      | 8      | 2      | +6  |
| Totale            | 47    | 17      | 12      | 4       | 1       | 43      | 16      | 19           | 7            | 8            | 4            | 39           | 31           | 36     | 19     | 12     | 5      | 82     | 47     | +35 |

### Andamento in campionato
| Giornata  | 1 | 2 | 3 | 4 | 5 | 6 | 7 | 8 | 9 | 10 | 11 | 12 | 13 | 14 | 15 | 16 | 17 | 18 | 19 | 20 | 21 | 22 | 23 | 24 | 25 | 26 | 27 | 28 | 29 | 30 | 31 | 32 | 33 | 34 |
| --------- | - | - | - | - | - | - | - | - | - | -- | -- | -- | -- | -- | -- | -- | -- | -- | -- | -- | -- | -- | -- | -- | -- | -- | -- | -- | -- | -- | -- | -- | -- | -- |
| Luogo     | T | C | T | C | T | C | C | T | C | T  | C  | T  | C  | T  | C  | T  | C  | C  | T  | C  | T  | C  | T  | T  | C  | T  | C  | T  | C  | T  | C  | T  | C  | T  |
| Risultato | V | V | N | V | V | V | N | V | N | N  | P  | V  | V  | V  | N  | N  | N  | V  | V  | V  | N  | V  | P  | P  | V  | N  | V  | P  | V  | N  | V  | P  | V  | N  |
| Posizione | 1 | 1 | 1 | 1 | 1 | 1 | 1 | 1 | 1 | 1  | 1  | 1  | 1  | 1  | 1  | 1  | 1  | 1  | 1  | 1  | 1  | 1  | 1  | 1  | 1  | 1  | 1  | 1  | 1  | 1  | 1  | 1  | 2  | 2  |

Legenda:

Luogo: C = Casa; T = Trasferta. Risultato: V = Vittoria; N = Pareggio; P = Sconfitta.

### Statistiche dei giocatori
| Giocatore     | Bundesliga | Bundesliga | Bundesliga  | Bundesliga | Coppa di Germania | Coppa di Germania | Coppa di Germania | Coppa di Germania | Totale   | Totale | Totale      | Totale     |
| Giocatore     | Presenze   | Reti       | Ammonizioni | Espulsioni | Presenze          | Reti              | Ammonizioni       | Espulsioni        | Presenze | Reti   | Ammonizioni | Espulsioni |
| ------------- | ---------- | ---------- | ----------- | ---------- | ----------------- | ----------------- | ----------------- | ----------------- | -------- | ------ | ----------- | ---------- |
| R. Aumann     | 32         | 0          | 0           | 0          | 2                 | 0                 | 0                 | 0                 | 34       | 0      | 0           | 0          |
| T. Berthold   | 0          | 0          | 0           | 0          | 0                 | 0                 | 0                 | 0                 | 0        | 0      | 0           | 0          |
| H. Cerny      | 13         | 1          | 0           | 0          | 0                 | 0                 | 0                 | 0                 | 13       | 1      | 0           | 0          |
| D. Frey       | 0          | 0          | 0           | 0          | 0                 | 0                 | 0                 | 0                 | 0        | 0      | 0           | 0          |
| W. Gerstmeier | 0          | 0          | 0           | 0          | 0                 | 0                 | 0                 | 0                 | 0        | 0      | 0           | 0          |
| U. Gospodarek | 2          | 0          | 1           | 0          | 0                 | 0                 | 0                 | 0                 | 2        | 0      | 1           | 0          |
| R. Grahammer  | 2          | 0          | 1           | 0          | 1                 | 0                 | 0                 | 0                 | 3        | 0      | 1           | 0          |
| T. Helmer     | 34         | 7          | 3           | 0          | 2                 | 0                 | 0                 | 0                 | 36       | 7      | 3           | 0          |
| J. Jorginho   | 33         | 3          | 3           | 0          | 1                 | 0                 | 0                 | 0                 | 34       | 3      | 3           | 0          |
| O. Kreuzer    | 30         | 5          | 11          | 1          | 2                 | 0                 | 0                 | 0                 | 32       | 5      | 11          | 1          |
| B. Labbadia   | 32         | 11         | 2           | 0          | 2                 | 3                 | 0                 | 0                 | 34       | 14     | 2           | 0          |
| L. Matthäus   | 28         | 8          | 8           | 0          | 0                 | 0                 | 0                 | 0                 | 28       | 8      | 8           | 0          |
| A. Mayer      | 0          | 0          | 0           | 0          | 0                 | 0                 | 0                 | 0                 | 0        | 0      | 0           | 0          |
| M. Münch      | 11         | 0          | 0           | 0          | 0                 | 0                 | 0                 | 0                 | 11       | 0      | 0           | 0          |
| C. Nerlinger  | 0          | 0          | 0           | 0          | 0                 | 0                 | 0                 | 0                 | 0        | 0      | 0           | 0          |
| M. Mazinho    | 17         | 3          | 4           | 0          | 2                 | 1                 | 1                 | 0                 | 19       | 4      | 5           | 0          |
| H. Pflügler   | 0          | 0          | 0           | 0          | 0                 | 0                 | 0                 | 0                 | 0        | 0      | 0           | 0          |
| A. Reinhardt  | 5          | 0          | 0           | 0          | 0                 | 0                 | 0                 | 0                 | 5        | 0      | 0           | 0          |
| S. Scheuer    | 0          | 0          | 0           | 0          | 0                 | 0                 | 0                 | 0                 | 0        | 0      | 0           | 0          |
| M. Scholl     | 31         | 7          | 6           | 1          | 2                 | 0                 | 0                 | 0                 | 33       | 7      | 6           | 1          |
| M. Schupp     | 32         | 5          | 5           | 0          | 2                 | 1                 | 2                 | 0                 | 34       | 6      | 7           | 0          |
| M. Schwabl    | 3          | 0          | 0           | 0          | 2                 | 0                 | 0                 | 0                 | 5        | 0      | 0           | 0          |
| M. Sternkopf  | 12         | 0          | 0           | 0          | 0                 | 0                 | 0                 | 0                 | 12       | 0      | 0           | 0          |
| O. Thon       | 32         | 5          | 7           | 0          | 2                 | 1                 | 0                 | 1                 | 34       | 6      | 7           | 1          |
| R. Wohlfarth  | 21         | 4          | 0           | 1          | 1                 | 0                 | 0                 | 0                 | 22       | 4      | 0           | 1          |
| J. Wouters    | 33         | 4          | 6           | 0          | 2                 | 0                 | 1                 | 0                 | 35       | 4      | 7           | 0          |
| C. Ziege      | 28         | 9          | 1           | 0          | 2                 | 2                 | 0                 | 0                 | 30       | 11     | 1           | 0          |